# Platysceptra myrmecozelis
Platysceptra myrmecozelis är en fjärilsart som beskrevs av László Anthony Gozmány. Platysceptra myrmecozelis ingår i släktet Platysceptra och familjen äkta malar. Inga underarter finns listade i Catalogue of Life.